# Fleurines
Fleurines és un municipi francès, situat al departament de l'Oise i a la regió dels Alts de França. L'any 2007 tenia 1.759 habitants.

## Demografia

### Població
El 2007 la població de fet de Fleurines era de 1.759 persones. Hi havia 680 famílies de les quals 144 eren unipersonals (28 homes vivint sols i 116 dones vivint soles), 232 parelles sense fills, 276 parelles amb fills i 28 famílies monoparentals amb fills.
La població ha evolucionat segons el següent gràfic:
Habitants censats

### Habitatges
El 2007 hi havia 752 habitatges, 682 eren l'habitatge principal de la família, 48 eren segones residències i 22 estaven desocupats. 639 eren cases i 111 eren apartaments. Dels 682 habitatges principals, 538 estaven ocupats pels seus propietaris, 133 estaven llogats i ocupats pels llogaters i 11 estaven cedits a títol gratuït; 18 tenien una cambra, 37 en tenien dues, 75 en tenien tres, 148 en tenien quatre i 404 en tenien cinc o més. 540 habitatges disposaven pel capbaix d'una plaça de pàrquing. A 247 habitatges hi havia un automòbil i a 389 n'hi havia dos o més.

### Piràmide de població
La piràmide de població per edats i sexe el 2009 era:
| Homes | Edats   | Dones |
| ----- | ------- | ----- |
| 0     | 95 o +  | 0     |
| 4     | 90 a 94 | 8     |
| 0     | 85 a 89 | 12    |
| 0     | 80 a 84 | 24    |
| 12    | 75 a 79 | 16    |
| 28    | 70 a 74 | 24    |
| 24    | 65 a 69 | 16    |
| 24    | 60 a 64 | 40    |
| 72    | 55 a 59 | 52    |
| 84    | 50 a 54 | 112   |
| 68    | 45 a 49 | 44    |
| 44    | 40 a 44 | 68    |
| 60    | 35 a 39 | 68    |
| 84    | 30 a 34 | 92    |
| 53    | 25 a 29 | 60    |
| 32    | 20 a 24 | 36    |
| 32    | 15 a 19 | 36    |
| 56    | 10 a 14 | 68    |
| 84    | 5 a 9   | 52    |
| 80    | 0 a 4   | 52    |

## Economia
El 2007 la població en edat de treballar era de 1.173 persones, 905 eren actives i 268 eren inactives. De les 905 persones actives 835 estaven ocupades (445 homes i 390 dones) i 70 estaven aturades (33 homes i 37 dones). De les 268 persones inactives 101 estaven jubilades, 82 estaven estudiant i 85 estaven classificades com a «altres inactius».

### Ingressos
El 2009 a Fleurines hi havia 684 unitats fiscals que integraven 1.849 persones, la mediana anual d'ingressos fiscals per persona era de 26.271 €.

### Activitats econòmiques
Dels 80 establiments que hi havia el 2007, 1 era d'una empresa alimentària, 13 d'empreses de fabricació d'altres productes industrials, 16 d'empreses de construcció, 12 d'empreses de comerç i reparació d'automòbils, 2 d'empreses de transport, 4 d'empreses d'hostatgeria i restauració, 3 d'empreses d'informació i comunicació, 2 d'empreses financeres, 2 d'empreses immobiliàries, 12 d'empreses de serveis, 7 d'entitats de l'administració pública i 6 d'empreses classificades com a «altres activitats de serveis».
Dels 25 establiments de servei als particulars que hi havia el 2009, 1 era una oficina de correu, 2 tallers de reparació d'automòbils i de material agrícola, 2 paletes, 1 guixaire pintor, 1 fusteria, 4 lampisteries, 3 electricistes, 2 empreses de construcció, 1 perruqueria, 4 restaurants, 2 agències immobiliàries, 1 tintoreria i 1 saló de bellesa.
Dels 3 establiments comercials que hi havia el 2009, 1 era una gran superfície de material de bricolatge, 1 una botiga de menys de 120 m² i 1 una joieria.
L'any 2000 a Fleurines hi havia 6 explotacions agrícoles.

## Equipaments sanitaris i escolars
El 2009 hi havia 1 escola maternal i 1 escola elemental.

## Poblacions més properes
El següent diagrama mostra les poblacions més properes.